# Tryssogobius colini
Tryssogobius colini är en fiskart som beskrevs av Helen K. Larson och Douglass Fielding Hoese 2001. Tryssogobius colini ingår i släktet Tryssogobius och familjen smörbultsfiskar. Inga underarter finns listade i Catalogue of Life.